# Ángel Ibáñez
Ángel Ibáñez Lahoz (Bárboles, provincia de Zaragoza, 3 de enero de 1939). Fue un ciclista español, profesional entre 1962 y 1970 cuyo mayor éxito profesional lo obtuvo en 1967 al lograr una victoria de etapa en la Vuelta a España. 
En los años 1967 y 1969, participó en la Vuelta a España, logrando la 41.ª y 50.ª posición, respectivamente. En el año 1967, participó en el Tour de Francia, formando parte del equipo Ferrys, finalizando en la 48.ª posición de la clasificación final. 
También fue Campeón de España por Regiones (no existían las autonomías); representando a Cataluña cuyo equipo lo formaban además José Florencio y Jordi Mariné.

## Palmarés
| 1965 - Trofeo Borras 1966 - 1 etapa en la Vuelta a Andalucía 1967 - 1 etapa en la Vuelta a España - 1 etapa en la Bicicleta Eibarresa 1968 - Campeón de España por Regiones |